# NUR-22-N (3D)
NUR-22-N (3D) (oznaczenie producenta N22-N(3D)) – polski mobilny trójwspółrzędny radar średniego zasięgu, zabudowany na podwoziu samochodu Jelcz P662D.43, produkowany przez Radwar S.A. (obecnie PIT-Radwar S.A.)

## Historia
Prace nad trójwspółrzędną stacją radiolokacyjną średniego zasięgu rozpoczęto w CNPEP Radwar w 2006 roku, na zapotrzebowanie Marynarki Wojennej dla brzegowych jednostek przeciwlotniczych. U podłoża projektu leżał radar bliskiego zasięgu MMSR-175 (ukończony w 2004 roku i produkowany jedynie na eksport). Opracowano następnie rodzinę mobilnych stacji radiolokacyjnych krótkiego i średniego zasięgu N-26. Mobilny radar średniego zasięgu miał oznaczenie N-26B, następnie  zmienione na NUR-22-3D(N) (nie ma on nic wspólnego z wcześniejszym radarem dwuwspółrzędnym NUR-22). 
Zamówiono trzy sztuki dla dywizjonów przeciwlotniczych Marynarki Wojennej, dostarczone w latach 2008–2011. Radar otrzymał wojskowe oznaczenie RT-33-3D(N).

## Opis
Radar ma zasięg wykrywania do 100 km i pułap do 8 km. System zabudowany jest w kontenerze na podwoziu samochodu terenowego Jelcz P662D.43 w układzie 6×6 z silnikiem wysokoprężnym Iveco Cursor 10 o mocy 316 kW (430 KM). Blok antenowy jest podnoszony hydraulicznie na ramie na wysokość 7 m. Czas osiągnięcia gotowości do pracy wynosi 5 minut.

## Dane techniczne[3]
- Prędkość obrotowa anteny: 12/24 obr./min
- System Identyfikacji Swój/Obcy (IFF): Supraśl (standard Mark XA, gotowość użycia Mark XIIA i Mode S)[2]
- Dane wyjściowe: 3D, IFF, dane dodatkowe w formacie ASTERIX i/lub formacie narodowym

## Użytkownicy
- 8 dywizjon przeciwlotniczy Marynarki Wojennej
- 9 dywizjon przeciwlotniczy Marynarki Wojennej[4]
- Morska Jednostka Rakietowa[5]